# 엔안나툼 1세

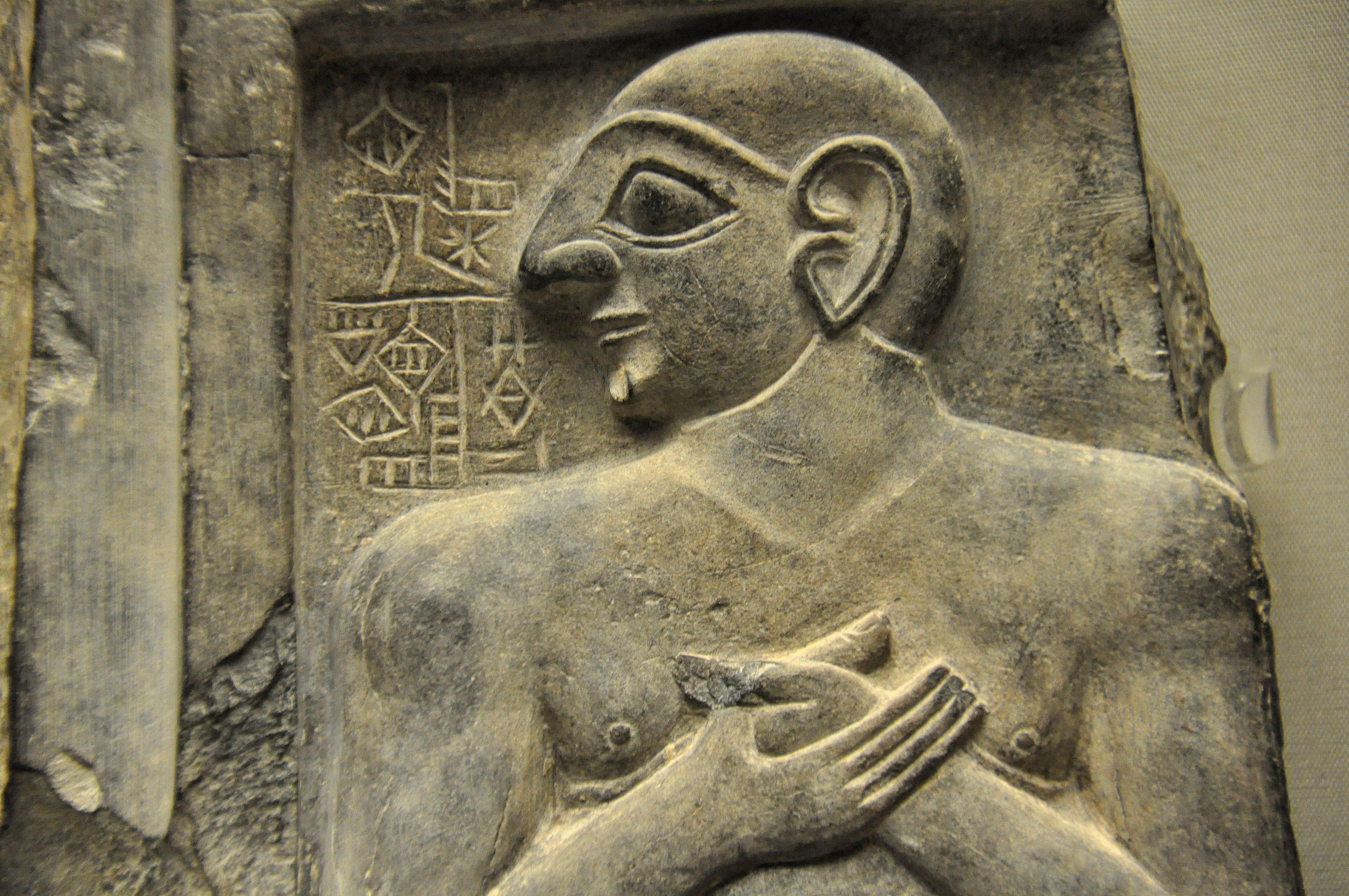

엔안나툼 1세는 그의 형제 에안나툼을 라가시의 왕으로 계승하였다. 그의 지배중에 움마는 우르룸 마아래에서 다시 한번 독립을 주장하였다. 그는 라가시를 공격하였으나 성공적이지 못하였다. 우르룸마는 제사장 왕 일리로 바뀌었다. 그도 라가시를 공격하였다.